# Bloc de système de fichiers
Pour les articles homonymes, voir Bloc.
 (octobre 2015).
Si vous disposez d'ouvrages ou d'articles de référence ou si vous connaissez des sites web de qualité traitant du thème abordé ici, merci de compléter l'article en donnant les références utiles à sa vérifiabilité et en les liant à la section « Notes et références ».

Structure d'un disque :
(A) piste
(B) secteur géométrique
(C) secteur de disque
(D) bloc (cluster)

Le bloc (ou en anglais cluster) est un regroupement de secteurs (la plus petite unité de stockage du système de fichiers d'une mémoire de masse). Le choix de la taille de bloc est effectué lors du formatage, et influe sur les performances et sur la capacité utile.

## Taille de bloc en fonction de la taille de partition
La taille des blocs dépend de (et est peut-être proportionnelle à) la taille des partitions et de leur format (par exemple : FAT32, Ext3 et NTFS).
Le tableau suivant synthétise les tailles minimales disponibles :
| Taille du volume | FAT16  | FAT32  | NTFS  | Ext3  | ReiserFS | exFAT   |
| ---------------- | ------ | ------ | ----- | ----- | -------- | ------- |
| 256 à 511 Mio    | 8 Kio  | 4 Kio  | 512 o | 1 Kio | 4 Kio    | 4 Kio   |
| 512 Mio à 1 Gio  | 16 Kio | 4 Kio  | 1 Kio | 1 Kio | 4 Kio    | 4 Kio   |
| 1 à 2 Gio        | 32 Kio | 4 Kio  | 2 Kio | 1 Kio | 4 Kio    | 4 Kio   |
| 2 à 8 Gio        | 64 Kio | 4 Kio  | 4 Kio | 1 Kio | 4 Kio    | 4 Kio   |
| 8 à 16 Gio       | -      | 8 Kio  | 4 Kio | 1 Kio | 4 Kio    | 4 Kio   |
| 16 à 32 Gio      | -      | 16 Kio | 4 Kio | 1 Kio | 4 Kio    | 4 Kio   |
| 32 Gio à 2 Tio   | -      | 32 Kio | 4 Kio | 1 Kio | 4 Kio    | 128 Kio |
| 2 Tio à 16 Tio   | -      | 64 Kio | 4 Kio | 1 Kio | 4 Kio    |         |
| 16 à 32 Tio      | -      | -      | 8 Kio | 8 Kio | -        |         |
| 32 Tio à 8 Pio   | -      | -      | 2 Mio | -     | -        |         |
| 8 Pio à 128 Pio  | -      | -      | -     | -     | -        | 32 Mio  |

Note : Chaque bloc a une taille multiple de la taille d'un secteur.
Grandeur : o, Kio, Mio, Gio, Tio, Pio, Eio, Zio, Yio

## Choix d'un système de fichiers

### Avec Microsoft Windows, en fonction de la taille du bloc
Si la partition fait plus de 511 Mio (ce qui est très faible, sauf pour un fichier d'échange ou en anglais swap) la FAT32 est la plus adaptée.
De 8 à 16 Gio, les blocs ne dépasseront pas 8 Kio, ce qui reste une taille raisonnable.
Pour une partition de plus de 20 Gio, c'est naturellement le NTFS qui s'impose, sauf pour les disques externes qui restent souvent en Fat32 pour des problèmes de compatibilités avec d'autres systèmes d'exploitation ou périphériques.

#### Allocation des fichiers sur des blocs
Si l'on enregistre un fichier de 1 Kio, l'ordinateur lui attribuera un bloc et en notera l'adresse (pour pouvoir y accéder).
Par conséquent, si la taille de bloc fait 4 Kio, on perdra 3 Kio. Si le bloc fait 32 Kio, on perdra 31 Kio. Multiplié par un millier de fichiers, cela fait une trentaine de mégaoctets perdus.
Si l'on crée un fichier de 7 Kio, l'ordinateur lui attribuera deux blocs, un qui sera complet (4 Kio) et l'autre qui ne fera que 3 Kio.
On voit donc qu'il y a un compromis à trouver pour le choix de la taille de bloc. Si on a beaucoup de petits fichiers une petite taille de bloc convient, mais si l'on a surtout de gros fichiers, il vaut mieux une taille de bloc plus grosse.

#### Conséquences
On comprend alors l'utilité de partitionner les disques de 16 Gio et plus. Outre le fait de réduire le gaspillage, le fait d'avoir plusieurs partitions accroît la sécurité. Dans le cas où l'on doit formater et tout réinstaller, si tous les fichiers se trouvent sur une seule et unique partition, il faut sauvegarder les données importantes (dans le cas où cela est possible, ce qui ne l'est pas toujours). Par contre, si les données sont enregistrées sur d'autres partitions, formater la partition principale ne nécessite plus la sauvegarde de telles données.

### Spécificités du NTFS
En ce qui concerne le NTFS, il pouvait y avoir une certaine appréhension à employer ce format de fichiers à cause de problèmes d'accès via le DOS (et de manière limitée à partir de Linux avec par exemple NTFS-3G) en raison d'une faible documentation technique.
Le NTFS offre, entre autres, la possibilité de compresser des dossiers ainsi que leur chiffrement.

### Distributions Linux
Les distributions Linux offrent de multiples possibilités au niveau du partitionnement. Cela crée l'embarras du choix mais permet l'adaptation de son système à ses besoins. Parfois LVM est utilisé pour faciliter la gestion des disques en rajoutant une couche d'abstraction. De la même façon LUKS permet de chiffrer les partitions pour éviter la divulgation d'information en cas de perte ou vol du support.
En 2017, la majorité des distributions proposent par défaut Ext4 ou éventuellement Btrfs. Ext4 est réputé pour sa stabilité. Btrfs possède beaucoup plus de fonctionnalités comme les Instantané ou un support intégré du RAID.